# 高启云
高启云（1914年3月—1988年9月），原名高启方，又名高云青，山东临朐人，中华人民共和国政治人物。

## 生平
高启云是山东省临朐县赵家楼村人。1934年，考入济南乡村师范学校。1938年1月，调任郓城中心县委书记，后任临朐独立团政治处主任、政委等职。1952年2月，任中共济南市委工业部部长，次年1月任市委副书记。1954年12月至1955年11月，任济南市委第一书记。1954年，因“向明事件”受到牵连。1955年，历任山东省政府秘书长、山东省计划委员会主任、山东省副省长、中共山东省委常委。1979年任中共山东省委书记。1988年9月去世。